# Juani
Juan Castillo Barreto, noto semplicemente come Juani (Las Palmas de Gran Canaria, 3 ottobre 1955), è un allenatore di calcio ed ex calciatore spagnolo, di ruolo centrocampista o attaccante.

## Biografia
Sposato, non beve alcool. Ha contribuito al libro "Los 32 futbolistas canarios de la selección española (1920-2010)" ("I 32 calciatori canari della nazionale spagnola (1920-2010)"), scritto da Juan Galarza Hernández, Luis Padilla de Felipe e Juan Sebastián Sánchez de Armas e pubblicato da AyB Editorial nel 2010.

## Caratteristiche tecniche
Considerato il giocatore più promettente del calcio canario negli anni settanta, offensivo, era abile nel dribbling; capace di giocare sia da seconda punta che da ala, su entrambe le fasce, il suo ruolo naturale era sul lato sinistro. Poteva essere impiegato anche come esterno di centrocampo. Era un grande ammiratore del difensore Tonono, leggenda del Las Palmas.

## Carriera

### Giocatore

#### Club

##### Gli inizi, Las Palmas
Cresciuto nelle giovanili dell'Unión Chile, fu acquistato dal Las Palmas, venendo aggregato alla prima squadra nel 1974, a 19 anni, e debuttando il 6 settembre 1975 nella sconfitta per 3-0 in casa del Siviglia, subentrando al 48' al posto di Roque Díaz. Segnò la sua prima rete in maglia gialla il 3 gennaio 1976, nella vittoria 2-1 contro l'Hércules. Dopo anni di ottimi risultati con la squadra, nel 1983 arrivò la clamorosa retrocessione dopo quasi vent'anni di permanenza in Primera División.

##### Maiorca e Malaga
Juani si trasferì quindi al Maiorca, neopromosso nella massima serie spagnola; purtroppo anche questa volta discese in seconda divisione. A stagione 1984-1985 iniziata passò al Malaga, risalendo al primo livello, ma per lui arrivò la terza retrocessione in tre anni.

##### Ritorno al Las Palmas e ritiro
Tornò così al Las Palmas, che aveva appena centrato la promozione. Dopo 284 presenze e 59 goal con il club, decise di concludere la carriera al Telde, militante in Segunda División B, terza serie del campionato spagnolo.

#### Nazionale
Juani è sceso in campo tre volte con la nazionale Under-21 spagnola. Partecipò alle Olimpiadi di Montréal 1976, disputando una partita, contro la Repubblica Democratica Tedesca. È stato convocato poi dalla nazionale maggiore prima del campionato mondiale 1978, ma per uno scontro in allenamento con José Antonio Camacho si fratturò il perone e restò infortunato per circa un anno.

### Allenatore
Nella stagione 2008-2009 guidò il Las Palmas Atlético, seconda squadra degli Yellows, nella Segunda División B.

## Statistiche

### Cronologia presenze e reti in nazionale
| Cronologia completa delle presenze e delle reti in nazionale ― Spagna olimpica | Cronologia completa delle presenze e delle reti in nazionale ― Spagna olimpica | Cronologia completa delle presenze e delle reti in nazionale ― Spagna olimpica | Cronologia completa delle presenze e delle reti in nazionale ― Spagna olimpica | Cronologia completa delle presenze e delle reti in nazionale ― Spagna olimpica | Cronologia completa delle presenze e delle reti in nazionale ― Spagna olimpica | Cronologia completa delle presenze e delle reti in nazionale ― Spagna olimpica | Cronologia completa delle presenze e delle reti in nazionale ― Spagna olimpica |
| Data                                                                           | Città                                                                          | In casa                                                                        | Risultato                                                                      | Ospiti                                                                         | Competizione                                                                   | Reti                                                                           | Note                                                                           |
| ------------------------------------------------------------------------------ | ------------------------------------------------------------------------------ | ------------------------------------------------------------------------------ | ------------------------------------------------------------------------------ | ------------------------------------------------------------------------------ | ------------------------------------------------------------------------------ | ------------------------------------------------------------------------------ | ------------------------------------------------------------------------------ |
| 22-7-1976                                                                      | Montréal                                                                       | Germania Est                                                                   | 1 – 0                                                                          | Spagna                                                                         | Olimpiadi 1976                                                                 | -                                                                              |                                                                                |
| Totale                                                                         |                                                                                | Presenze                                                                       | 1                                                                              |                                                                                | Reti                                                                           | 0                                                                              |                                                                                |